# Salara
Salara là một đô thị ở tỉnh Rovigo ở vùng Veneto của Ý, có khoảng cách khoảng 90 km về phía tây nam của Venezia và khoảng 30 km về phía tây nam của Rovigo. Tại thời điểm ngày 31 tháng 12 năm 2004, đô thị này có dân số 1.221 người và diện tích là 14,3 km².
Đô thị Salara có các frazioni (các đơn vị cấp dưới, chủ yếu là các làng) Ca'Priore, Le Caselle, Santa Croce, và Veratica.
Salara giáp các đô thị: Bagnolo di Po, Calto, Ceneselli, Felonica, Ficarolo, Trecenta.